# Scholastic Corporation
Scholastic Corporation és el nom d'una editorial estatunidenca dedicada al llibre de text, la literatura infantil i juvenil i publacions educatives. Fundada el 1920, és l'editorial més gran del món d'aquest sector i ha publicat èxits supervendes com la saga de Harry Potter o la Trilogia d'Els jocs de la fam, entre d'altres. Als seus inicis distribuïa únicament revistes juvenils, però va anar diversificant la seva oferta per al públic jove amb l'addició de llibres i posteriorment l'absorció de companyies multimèdia i creadores de programes televisius. Part dels seus beneficis neixen dels programes de lectura escolars, els quals dota de material propi.